# دنفرصور
الدنڤرصور (يعني "سحلية دنڤرصور") (Denversaurus) هو جنس عاشب من ديناصورات النودوصوريات الأنكيلوصورية عاش خلال الطباشيري المتأخر (أواخر الماسترخي) في غرب أمريكا الشمالية.